# Daniel Stern (psykolog)
 For alternative betydninger, se Daniel Stern. (Se også artikler, som begynder med Daniel Stern)
Daniel Stern (16. august 1934 i New York City - 12. november 2012 i Genève) var professor i psykologi ved universitetet i Geneve. Han var en af sin generations mest betydningsfulde udviklingspsykologer. 
Daniel Sterns ærinde var at opdatere psykoanalysen og indtænke udviklingspsykologiens nyeste forskningsresultater i en ny teori om, hvad spædbørn tænker og føler. Hans bøger har haft stor betydning i faglige kredse. I 1985 udgav han The Interpersonal World of the Infant: A View from Psychoanalysis and Developmental Psychology (på dansk i 1991 med titlen Barnets interpersonelle univers – Et psykoanalytisk og udviklingspsykologisk perspektiv). Trods titlen handler bogen mest om småbørn i alderen 0 til 2 år. 

## Afsæt for Daniel Sterns teori
Stern udviklede sin teori på baggrund af de forskelligheder, der er imellem moderne udviklingspsykologi og psykoanalytiske teorier om sygdom og personlighed. 
Stern var udviklingspsykolog og oprindeligt psykoanalytisk skolet. Hans erfaringer med "rigtige levende" børn modsagde dog mange af de grundlæggende antagelser inden for psykoanalysen. Han var særligt kritisk over for psykoanalysens patologisering ("sygeliggørelse") og undervurdering af spædbarnet. Stern analyserede mange af den moderne psykologis mest aktuelle diskussioner og problemstillinger. Han inddrog nyere forskning i sin teori.
Det sidste han havde fokus på, var det begreb han kalder "Det nuværende øjeblik".

## Spædbarnets interpersonelle univers
I den centrale bog "Barnets interpersonelle univers – Et psykoanalytisk og udviklingspsykologisk perspektiv" skelner han mellem det "iagttagede barn" og det "konstruerede barn". Der er på den ene side direkte empiriske iagttagelser af småbørn, som viser at disse børn er mere kompetente end man tidligere troede. På den anden side er der en terapeutisk tradition, som mener at voksne mennesker i krise vender tilbage til primitive, barnlige reaktionsmåder. Problemet sat på spidsen er, at børn fra fødslen af har flere evner og færdigheder end man tidligere har ment. De kan godt skelne sig selv (sit selv) fra andre personer, som det fremgår nedenfor. Dermed er de så at sige mere kompetente end voksne mennesker i dyb sjælelig krise, der har svært ved at skelne egne følelser og reaktioner fra andres følelser og reaktioner. Den psykoanalytiske tradition for at se voksne menneskers problemer som barndomsrelaterede udsættes dermed for kritik. Forskellen mellem det spædbarn, man kan iagttage og de traumatiserede voksne man har i terapi er for stor. 
Der er mange teorier i ældre psykologi som deler livet ind i faser, Eriksson, Freud og Piaget er eksempler herpå. Imidlertid hævdede Daniel Stern, at faseteorier som fastlægger psykopatologi til særlige aldre samt fikseringer, symbioser mv. ikke duer, de passer ikke på spædbørn. Symbiose – dvs. at barn og mor så at sige "smelter sammen" – findes i det store og hele ikke i spædbarnets univers! (jf. kap. 1-2 i Spædbarnets interpersonelle univers") 
Man kan derfor betragte hans teori om selvet som en modreaktion til flere af de klassiske teoretiske retninger. Han søgte at dokumentere, at spæde børn er langt mere kompetente end navnlig Piaget og Freud mente at de er. Stern inddrog moderne sofistikerede iagttagelser baseret navnlig på video i sin argumentation. Man har siden 1960'erne udviklet talrige eksperimentelle metoder for at gøre spædbørns oplevelser forståelige eller i det mindste målbare. 
Stern beskrev kvaliteter i samværet mellem småbørn og voksne, hvor han betonede timing, intensitet og form. Her ses en stor forskel mellem Daniel Stern og tidlig psykoanalyse, hvor navnlig spæde ses som "autistiske" i en eller anden udstrækning. For Stern var det vigtigt, at spædbørn er med til at styre øjenkontakten, når de er sammen med andre mennesker. Det så han som en bevidst viljesakt fra barnets side. Her styres påbegyndelse, opretholdelse og afslutning og navnlig intensitet af "samtalen" eller samværet. Barnet er kort sagt bevidst om samværet og med til at styre det.

## Relateringsdomæner
Stern inddelte sin udviklingsteori i "relateringsdomæner". Disse domæner skal ses som lag i en art psykologisk lagkage. Det vil sige, at der ikke er nogen domæner der, som i Freuds faseteori, forsvinder eller overstås. De forskellige lag fungerer igennem hele livet. I forhold til Freuds faseteori, sagde Stern også, at der kun er lag og ikke faser, som er rettet mod bestemte "…kliniske temaer som oralitet, tilknytning, autonomi, selvstændighed og tillid.". Alligevel påpegede Stern gentagne gange, at der mellem hvert domæne er et "kvantespring", i de organisatoriske niveauer. Han mente, at disse "kvantespring" er med til at få barnet til at fremstå som en helt ny person. Det har opnået en anden fornemmelse for sig selv og sin omverden. Dette kan både skyldes forældrenes nye tolkning af det ældre barn, men også en udvikling i barnets indre organisation – Stern mente, at det er en blanding.
Stern arbejdede med et udtryk, han yndede at kalde RIG’er (Repræsentationer af Interaktioner i Generaliseret form). Disse RIG’er er en art gennemsnitlig vurdering af situationer der er forekommet flere gange – en vurdering barnet selv foretager. Det vil altså sige at RIG'erne er barnets egne vurderinger af, hvordan interaktioner i forskellige situationer plejer at forløbe. Tanken om at interaktioner giver erfaringer som så generaliseres, ses også udtrykt i symbolsk interaktionisme, som er en anden psykologisk strømning, der navnlig er påvirket af George Herbert Mead, ideen ses også hos Bowlby. Stern skrev i 2007 en ny introduktion, hvor han omdøber RIG'erne til "måder-at-være-sammen-med-andre-på", da han mente, at det beskriver det levende fænomen på en mere oplevelsesnær måde og samtidig også en klinisk mere brugbar måde.
Stern omtalte i sin teori fire fornemmelser, som hver er knyttet til deres eget relateringsdomæne. Disse fornemmelser opstår i en formativ fase, som betragtes som en sensitiv periode. Det drejer sig hhv. om "Fornemmelsen af et emergent selv", "Fornemmelsen af et kerneselv", "Fornemmelsen af et subjektivt selv" og til sidst "Fornemmelsen af et verbalt selv"

### Fornemmelse af et emergent/ det gryende selv
Denne fornemmelses formative fase strækker sig fra før fødslen, og til den anden eller tredje måned – den arbejder på det emergente relateringsdomæne. Stern mente, at barnet i denne fase får en fornemmelse for en opblomstrende organisering. Det vil sige at barnet opfatter sine oplevelser som mere og mere organiserede, og ikke bare som en række usammenhængende oplevelser. Dog foregår dette stadig ubevidst.
Ifølge Stern er det ikke mulig for barnet at opleve manglende organisering. Her mente Stern, at småbørn ikke kan ”….vide hvad det ikke ved, eller at det ikke ved.”. Han talte derfor om, at denne fornemmelse dækker over to komponenter hhv. produkterne af oplevelserne, og processen der leder til produktet. Der er flere forskellige ”evner” som hører med til dette domæne. Det er bl.a. den amodale perception, som bidrager til overførsel af perceptioner fra en sans til en anden (fx genkendelse af former, selvom det ikke kan se dem).

### Fornemmelse af et kerneselv
Fornemmelsen af kerneselvet formes mellem den anden og sjette levemåned og opererer i kernerelateringsdomænet. Udviklingen sker når barnet er klar over at det er adskilt fra moderen, og at det har sin egen historie. Stern kaldte også denne fase for ”Selvet versus den anden” – et udtryk for barnets begyndende adskillelse fra moderen. Det er på dette tidspunkt at barnet begynder at opleve sig selv som et fysisk selv. Dette ligger dog stadig udenfor bevidstheden, og kan derfor være svært at beskrive. Det er også i dette domæne, at Stern implementerede udtrykket om agentur – selvhandlen, som et udtryk for barnets egen vilje til at påvirke sin omverden. Dette ses også i Sterns ”selv versus den anden”, som er endnu et udtryk for selvstændigheden i barnet. Begrebet RIG, dækker over, at børn tidligt i livet udvikler et sæt mentale repræsentationer, som lærer dem at genkende forskellige typer af interaktioner med andre mennesker: et barn kan for eksempel genkende og skelne mellem sin mors lugt og fremmedes. Dette gælder også ift. lyde. 

### Fornemmelse af et subjektivt (intersubjekt) selv
Mellem syvende og niende måned, begynder barnet at konstruere endnu en subjektiv fornemmelse af selvet – denne fornemmelse opererer på det intersubjektive relateringsdomæne. Dette sker når barnet bliver klar over, at der er andre psykologiske væsner i verden. Barnet er nu klar over at der er andre der besidder følelser, motiver og intentioner, som det ikke umiddelbart kan påvirke. Dette åbner for fortolkninger og vurderinger som barnet kan udføre – det være sig både rigtige og forkerte fortolkninger.
Det er her Sterns udtryk "selvet med den anden" kommer rigtigt til syne. Det er i den sammenhæng barnet oplever den såkaldte "echoing" eller spejling – gøren efter. Dette skyldes de andre evner eller kapaciteter der skal i brug, som ikke findes i fornemmelsen af kerneselvet. Disse kapaciteter indbefatter blandt andet evnen til at tillægge andre følelsestilstande og motiver. 

### Fornemmelse af et verbalt selv
Denne fornemmelse påbegynder sin udvikling, mellem den 15. og den 18. måned. Den opererer på det verbale relateringsdomæne. Her begynder barnet at forstå at andre, muligvis, ved mere end det selv – Stern talte om "…et lager af personlig viden og erfaringer om verden.". I samme domæne begynder en evne til at reflektere over sig selv at dukke op. Dermed oplever barnet også at viden kan omsættes til kommunikation. Stern mente i den forbindelse, at der opstår "…næsten ubegrænsede muligheder for interpersonelle hændelser.", i dette domæne. Dette gør at der kan opstå en fremmedgørelse mellem selvoplevelsen og samværet. Man kan tale om en forskel på det verbale liv og det repræsentative liv.

## Følelsesmæssig/affektiv afstemning (Echoing)
Stern talte også om følelsesmæssig afstemning. Dette er den mekanisme der sørger for at barnet og moderen kan ”forstå” hinanden, og at deres handlinger svarer til hinandens handlinger – udledt af de amodale egenskaber. Denne afstemning hører ikke direkte til i det intersubjektive relateringsdomæne, men opstår omkring ni måneders alderen og fungerer i tiden fremefter. Der findes i Sterns teori "emotional atunement" (oversat til følelsesmæssig/affektiv afstemning) på den ene side og på den anden side findes misafstemning, hvor mor og barn ikke deler samme emotion. Det kan f.eks. skyldes, at mor har depression, ikke holder af sit barn eller andre faktorer.